# Pselaptrichus auctumnus
Pselaptrichus auctumnus är en skalbaggsart som beskrevs av Chandler 1983. Pselaptrichus auctumnus ingår i släktet Pselaptrichus och familjen kortvingar. Inga underarter finns listade i Catalogue of Life.